# 留萌警察署
留萌警察署（るもいけいさつしょ、英語：Rumoi Police Stations，Asahikawa Area，Hokkaido）は、北海道留萌地方の南部に位置する、北海道警察旭川方面本部が管轄する警察署の一つである。

## 管轄地域
- 留萌市
- 増毛郡増毛町および留萌郡小平町 ‐（留萌振興局管内）

## 所在地
- 北海道留萌市高砂町3丁目5番1号

## 沿革
- 1878年（明治11年）12月26日 - 開拓使札幌警察署増毛分署が設置
- 1880年（明治13年）- 新布令により札幌警察署増毛警察分署が設置
- 1882年（明治15年）3月 - 北海道開拓使が廃止されて、札幌県警察本署および増毛警察署が設置
- 1892年（明治25年）5月 - 留萌分署が設置
- 1926年（大正15年）9月 - 留萌警察署に改編
- 1948年（昭和23年）3月 - 自治体警察の留萌市警察署と増毛町警察署に分離再編
- 1954年（昭和29年）7月 - 留萌市警察署および増毛町警察署が北海道警察に統合されて、北海道旭川方面留萌警察署に改称設置

## 組織
- 署長 - 副署長
  - 警務課（警務係、犯罪被害者支援係、相談係、管理係）
  - 会計課（会計係）
  - 地域課（地域係、水上係）
  - 刑事課（刑事係、鑑識係）
  - 生活安全課（生活安全係）
  - 交通課（交通係）
  - 警備課（公安係、外事係）

## 駐在所・交番および所在地

### 留萌市
- 潮静駐在所（潮静3-146）
- 幌糠駐在所（大字留萌村字幌糠1941）
- 港北駐在所（元町5-89-1）
  - 駅前交番（栄町1-3-28）
  - 幸町交番（幸町3-12-3）

### 増毛町
- 増毛駐在所（南暑寒町2丁目37番地1）
  - 2025年（令和）7年2月26日開所式、3月7日から供用開始[4]（旧駐在所／暑寒1-6から移転・新築）
- 舎熊駐在所（舎熊342）

### 小平町
- 小平駐在所（字小平129-2）
- 鬼鹿駐在所（大字鬼鹿広富242-1）

廃止された駐在所
- 大和田駐在所（留萌市）
- 達布駐在所（小平町）2007年4月1日付
- 別苅駐在所（増毛町別苅41-17）2025年4月1日付[5]

## その他
道警警備艇6隻のうち、「るもい」（北8　17m型）が配備されている。

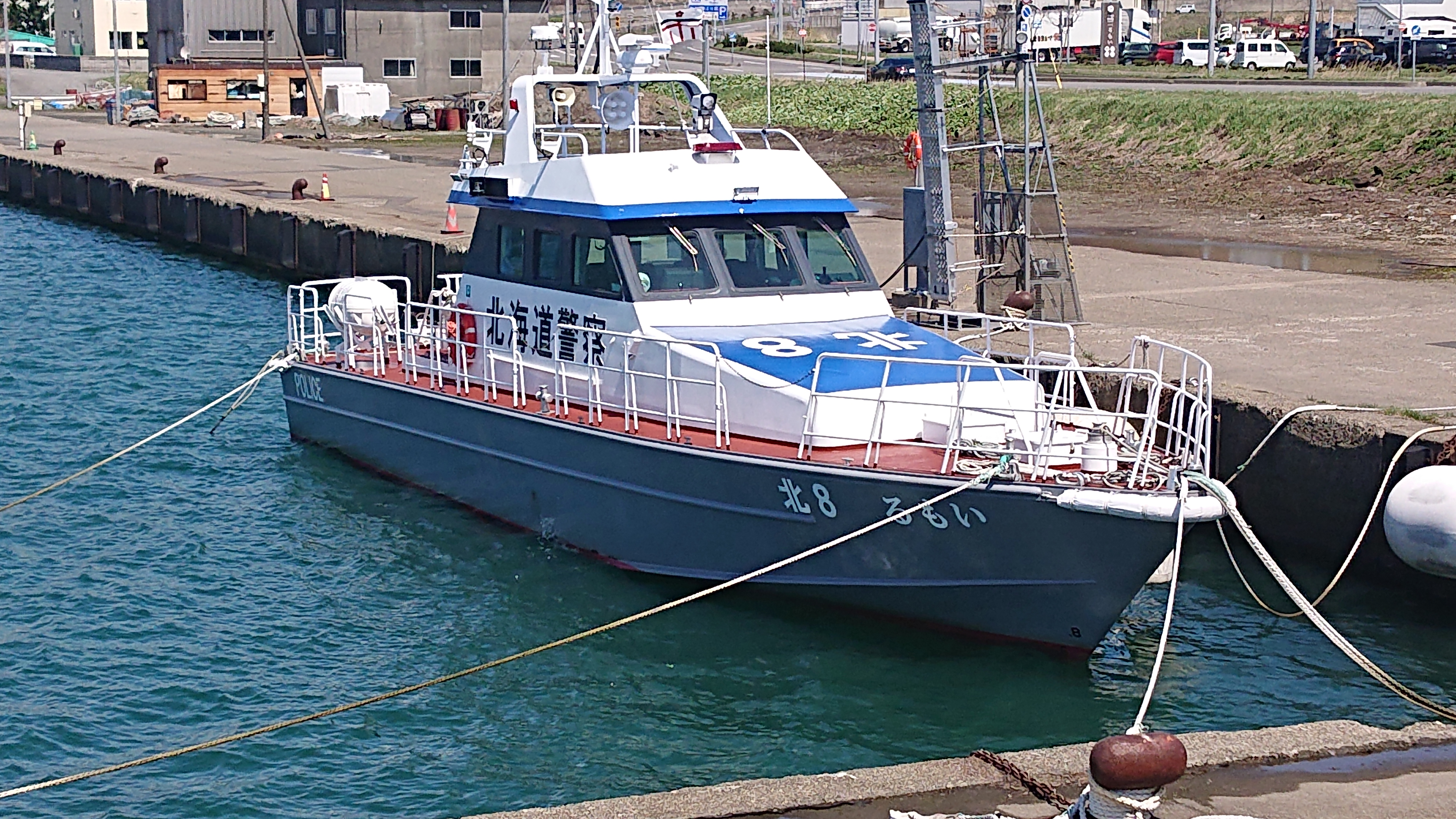
北8　るもい